# George F. Kennan
George Frost Kennan (16 de febrero de 1904 - 17 de marzo de 2005) fue un diplomático, politólogo e historiador estadounidense. Fue un defensor de la política de contención de la expansión soviética durante el período de la Guerra Fría, la cual más tarde revirtió él mismo. Pronunció numerosas conferencias y escribió artículos académicos sobre las relaciones entre la URSS y Estados Unidos. Fue incluso uno de los del grupo de los ancianos de la política exterior conocido como "Los hombres sabios". 
A finales de la década de 1940, sus publicaciones inspiraron la Doctrina Truman y la política exterior estadounidense de la contención de la Unión Soviética. Su llamado Telegrama Largo que envió desde Moscú durante 1946 y el subsecuente artículo de 1947 "Las fuentes del comportamiento soviético" sostenían que el régimen soviético era expansionista por naturaleza y que su influencia debía ser "contenida" en áreas de importancia estratégica para los Estados Unidos. Estos textos sirvieron de justificación para la nueva política antisoviética de la administración de Harry S. Truman. Kennan desempeñó un papel fundamental en el desarrollo de los programas e instituciones que definieron la Guerra Fría, especialmente el Plan Marshall.
Poco después de que su doctrina de la contención se convirtiera en política oficial de los Estados Unidos, Kennan empezó a criticar las mismas políticas que aparentemente había ayudado a lanzar. Posteriormente, antes de que concluyera el año de 1948, Kennan estaba convencido de que se podían iniciar negociaciones con el gobierno de la Unión Soviética. Sus propuestas fueron rechazadas por la administración de Truman por lo que la influencia de Kennan empezó a disminuir, sobre todo luego de la designación de Dean Acheson como Secretario de Estado en 1949.  A medida que la estrategia de Estados Unidos para la Guerra Fría adquiría una forma más asertiva y militarista, Kennan lamentaba lo que él denominaba una abrogación de sus evaluaciones previas.
En 1950, Kennan abandonó el Departamento de Estado, salvo por dos breves comisiones como diplomático en Moscú y Yugoslavia, y se convirtió en un crítico realista de la política exterior norteamericana. Continuó analizando los asuntos internacionales como profesor del Institute for Advanced Study de 1956 hasta su muerte a los 101 años.
Fue un miembro del Consejo fundador del Rothermere American Institute en la Universidad de Oxford.

## Biografía

### Primeros años y carrera
Kennan nació en Milwaukee, Wisconsin hijo de Kossuth Kent Kennan, un abogado especializado en derecho fiscal, descendiente de colonos escoceses-irlandeses de Connecticut y Massachusetts del siglo XVIII, cuyo nombre proviene del patriota húngaro Lajos Kossuth (1802–94), y Florence James Kennan. La señora Kennan murió dos meses después del nacimiento de George por una peritonitis por ruptura en el apéndice, aunque Kennan durante mucho tiempo creyó que ella murió tras haber dado a luz. De chico siempre lamentó no haber tenido una madre pues nunca fue muy cercano a su padre y a su madrastra; sin embargo, tenía mucha cercanía con sus hermanas mayores.
A los ocho años se fue a Alemania a quedarse con su madrastra para aprender alemán. Asistió a la Academia Militar St. John's en Delafield, Wisconsin e ingresó a la Universidad de Princeton en la segunda mitad de 1921. Al no acoplarse a la atmósfera de élite de la Ivy League, el introvertido y tímido Kennan encontró sus años de licenciatura difíciles y solitarios. Tras haber recibido su título universitario en 1925, Kennan consideró continuar sus estudios en la Facultad de Derecho, pero como era muy cara optó por ingresar en el recién formado Servicio Exterior estadounidense. Aprobó el examen de admisión después de siete meses de estudiar en la Escuela del Servicio Exterior. En Washington obtuvo su primer trabajo como vicecónsul en Ginebra, Suiza. Tras un año fue trasladado a Hamburgo, Alemania. En 1928 Kennan consideró renunciar al servicio exterior para volver a la universidad, pero fue seleccionado para un programa de capacitación lingüista, lo que le permitió tres años de estudio de posgrado sin tener que renunciar al servicio exterior.
En 1929 Kennan comenzó sus estudios en historia, política, cultura y el idioma ruso en el Oriental Institute de la Universidad de Berlín. Con ello pudo seguir los pasos del sobrino más joven de su abuelo, George Kennan (1845-1924), un gran experto en la Rusia Imperial y autor de Nueva Siberia y el exilio sistema una obra que relata el sistema penitenciario de la Rusia zarista. Durante su carrera diplomática Kennan llegó a dominar otros idiomas incluyendo alemán, francés, polaco, checo, portugués y noruego.
En 1931 Kennan fue asignado a la legación en Riga (Letonia), donde, como tercer secretario, trabajó en los asuntos económicos soviéticos. Con este trabajo Kennan "creció para madurar su interés en los asuntos rusos". Cuando Estados Unidos empezó su diplomacia formal con el gobierno soviético en 1933 después de las elecciones del presidente Franklin D. Roosevelt, Kennan acompañó al embajador William C. Bullitt a Moscú. A mediados de la década de 1930 Kennan fue uno de los expertos con formación profesional rusa del personal de la embajada en Moscú, junto a Charles E. Bohlen y Loy W. Henderson. Estos oficiales habían sido influenciados por el director del Departamento de Estado de la división de los Asuntos Europeos del Este, Robert F. Kelley. Ellos creyeron que había muy pocas bases para la cooperación con la Unión Soviética, incluso en contra de sus adversarios potenciales. Mientras tanto, Kennan estudió  la Gran Purga de Stalin, lo que afectaría para el resto de su vida a su opinión sobre la dinámica interna del régimen soviético.
Kennan se encontró en gran desacuerdo con Joseph E. Davies, el sucesor de Bullitt como embajador en la Unión Soviética, quien defendió la Gran Purga y otros aspectos del régimen de Stalin. Kennan no tuvo ninguna influencia sobre las decisiones de Davies, y éste sugirió que Kennan sería trasladado fuera de Moscú por "su salud". Kennan una vez más contempló renunciar al servicio exterior, pero en vez de ello aceptó la recepción de Rusia en el Departamento de Estado de Washington. Para septiembre de 1938, Kennan había sido reasignado a un trabajo en la legación en Praga. Después de la ocupación de República de Checoslovaquia por la Alemania Nazi a principios de la Segunda Guerra Mundial, Kennan fue destinado a Berlín. Allí, avaló la política estadounidense de préstamo y arriendo, pero advirtió en contra de jugar cualquier noción de respaldo estadounidense para los soviéticos, a quienes consideró como aliados no aptos. Después de que Estados Unidos declarara la guerra a Alemania, en diciembre de 1941, pasó seis meses internado en Alemania.
En septiembre de 1942 Kennan fue nombrado consejero de la embajada en Lisboa, Portugal, donde a regañadientes trabajó en inteligencia y bases operacionales. En enero de 1944 fue enviado a Londres, sirvió como consejero de la delegación americana para la Comisión Asesora Europea, que trabajaba para preparar una política aliada en Europa. Fue ahí donde Kennan se desilusionó más con el Departamento de Estado, ya que creía que estaba ignorando sus capacidades como especialista entrenado. Sin embargo, pocos meses después de haber empezado el trabajo fue nombrado subjefe de la misión en Moscú a petición de W. Averell Harriman, el embajador para la URSS.

### Guerra Fría

#### El Telegrama Largo
En Moscú, Kennan de nuevo sintió que sus opiniones estaban siendo ignoradas por Harry S. Truman y los legisladores en Washington. Kennan trató en repetidas veces de persuadir a los legisladores para abandonar los planes de cooperación con el gobierno soviético en favor de la esfera de influencia de la política europea para así reducir el poder soviético. Kennan creía que la federación necesitaba ser establecida en Europa occidental para contrarrestar la influencia soviética en la región y para competir en contra de la fortaleza soviética en Europa del este.
Kennan sirvió como jefe adjunto de la misión en Moscú hasta abril de 1946. Casi al término de ese periodo, el Departamento de Tesorería solicitó al Departamento de Estado que explicara el reciente comportamiento soviético, así como su poca disposición para avalar el Fondo Monetario Internacional y el Banco Mundial. Kennan respondió el 22 de febrero de 1946 al mandar un extenso telegrama de 5,500 palabras (en ocasiones citado con más de 8,000 palabras) desde Moscú al Secretario de Estado James Byrnes planteando una nueva estrategia para las relaciones diplomáticas con la Unión Soviética. En el "fondo de la vista neurótica del Kremlin en torno a los asuntos internacionales está el tradicional e instintivo sentido de inseguridad". Después de la Revolución rusa, este sentido de inseguridad se mezcló con la ideología comunista y "secretismo oriental y de conspiración".
La conducta soviética internacional dependía principalmente en las necesidades internas del régimen de Iósif Stalin; de acuerdo a Kennan, Stalin necesitaba un mundo hostil para poder legitimar su autoridad autocrática. Por lo tanto Stalin usaba el Marxismo-Leninismo como "justificación del miedo instintivo de la Unión Soviética sobre el mundo exterior, la dictadura sin la cual no sabían como gobernar, las crueldades que no se atrevían a no infligir, para el sacrificio que se sentían obligados a exigir.. Hoy en día no pueden prescindir de ello, es la hoja de la parra de su respetabilidad moral e intelectual.
La solución era fortalecer a las instituciones occidentales para hacerlas vulnerables al reto soviético, mientras esperaban la maduración del régimen soviético.
La nueva política de contención de Kennan era que la presión soviética tenía que "ser contenida por la aplicación hábil y vigilante de la fuerza contraria a una serie de puntos geográficos y políticos que cambian constantemente.
Este envío trajo a Kennan a la atención del Secretario de la Marina James Forrestal, un importante promotor de la política de confrontación en relación con los soviéticos, el ex aliado estadounidense de guerra. Forrestal ayudó a traer de vuelta a Kennan a Washington, donde se sirvió como el primer adjunto de Asuntos exteriores en el Colegio Nacional de Guerra y luego influyó fuertemente su decisión de publicar el artículo "X".
La meta de su política era retirar todas las fuerzas estadounidenses de Europa. El acuerdo alcanzado daría la tranquilidad suficiente del Kremlin contra el establecimiento de regímenes de Europa del este hostiles a la Unión Soviética, templando el grado de control sobre esa zona que los líderes soviéticos sentían era necesario ejercer.
Mientras tanto, durante marzo de 1947, Truman se apreció ante el Congreso para solicitar fondos para la Doctrina Truman y luchar contra el comunismo en Grecia. "Yo creo que debe ser parte de la política exterior de los Estados Unidos el apoyar a las personas libres que se están resistiendo de los intentos de sometimiento por minorías armadas o por presiones externas".

#### "X"

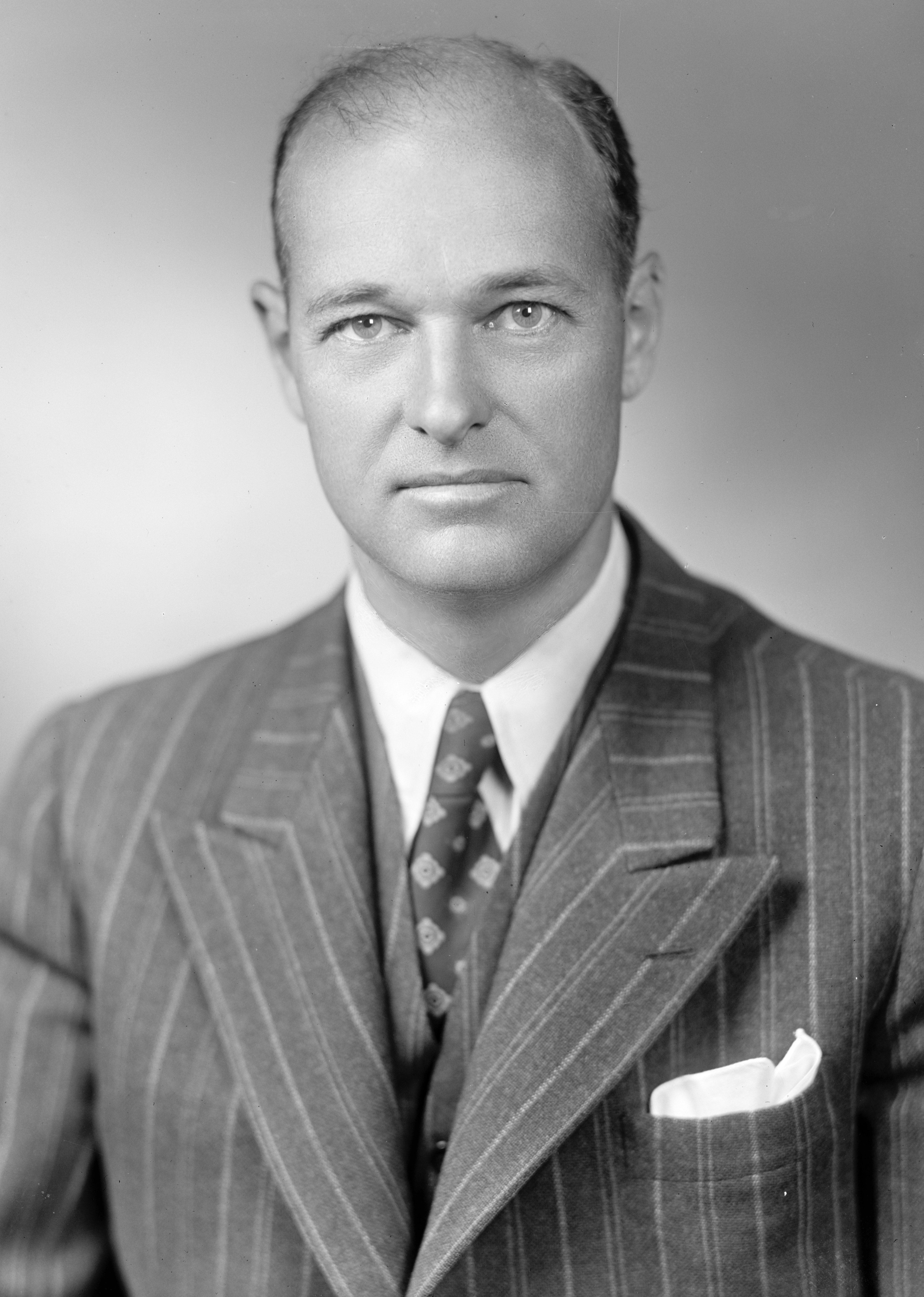
Kennan en 1947

A diferencia del "Telegrama Largo", El artículo de Kennan que apareció en julio de 1947 edición de Foreign Affairs con el pseudónimo "X", titulado "The Sources of Soviet Conduct" o " Las fuentes del comportamiento soviético", no empezó enfatizando la "tradicional e instintiva sensación de inseguridad rusa"; en vez de ello afirmaba que la política Estalinista era moldeada por la combinación de una ideología del Marxismo-Leninismo, que abogaba por la revolución para derrotar a las fuerzas capitalistas en el mundo exterior y la determinación de Stalin de usar la noción de "cerco capitalista" con el fin de legitimar su regimentación de la sociedad soviética y así consolidar su poder político. Kennan argumentaba que Stalin no lo haría (y además no podría) moderar la supuesta determinación soviética para derrocar a los gobiernos occidentales. Así que,

"el elemento principal de cualquier política de Estados Unidos hacia la Unión Soviética debe ser a largo plazo, paciente pero firme y vigilante de la tendencia de la contención rusa expansiva ... la presión soviética contra las instituciones libres del mundo occidental es algo que puede contenerse por la aplicación hábil y vigilante de la fuerza contraria a una serie de cambios continuos de puntos geográficos y políticos, que corresponden a los desplazamientos y maniobras de la política soviética, pero que no pueden dejarse seducir o rechazar su existencia".
George F. Kennan

Su nueva política de contención declaró que la presión soviética tenía que "ser contenida por la aplicación hábil y vigilante de la fuerza contraria a una serie de puntos geográficos y políticos que cambian constantemente". La meta de su política era retirar todas las fuerzas estadounidenses de Europa. El acuerdo alcanzado daría la tranquilidad suficiente del Kremlin contra el establecimiento de regímenes de Europa del este hostiles a la Unión Soviética, templando el grado de control sobre esa zona que los líderes soviéticos sentían era necesario ejercer.
Kenan además alegó que los Estados Unidos tendría que llevar a cabo su política de contención solo y si lograba hacerlo sin subestimar su propia economía y su estabilidad política, la estructura del partido soviético pasaría por un período de gran tensión lo que al final resultaría en "ya sea la ruptura o la maduración gradual del poder soviético".
La publicación del artículo "X" de pronto generó uno de los debates más intensos de la Guerra Fría. Walter Lippmann, un comentarista líder en los asuntos internacionales, criticó fuertemente el artículo "X". Lippmann sostuvo que la estrategia de Kennan de contención era una "estratégica monstruosidad" que podía "ser implementada sólo al reclutar, subvencionar y apoyar un conjunto heterogéneo de satélites, clientes, dependientes y marionetas". A su vez argumentó que la diplomacia debería de ser la base de las relaciones con los soviéticos; él sugirió que los EE. UU. retiraran sus fuerzas de Europa, reunificaran y desmilitarizaran Alemania. Mientras tanto, fue revelado de manera informal que "X" era ciertamente Kennan. Esta información parecía dar al artículo "X" el estatus de documento oficial expresando la nueva política de administración de Truman hacia Moscú.
Kennan no tenía la intención de que el artículo "X" fuese una receta para la política. Por le resto de su vida, Kennan continuó reiterando que su artículo no implicaba un compromiso automático para resistir el "expansionismo" soviético en donde quiera que ocurriera, con poca distinción de intereses primarios y secundarios. El artículo no obvió que Kennan favorecía el uso de métodos políticos y económicos más que militares como el principal agente de contención. "Mis pensamientos sobre la contención" dijo Kennan en una entrevista de CNN en 1996, "fueron sin duda distorsionados por la gente que la entendió y persiguió exclusivamente como un concepto militar, y creo que eso, mucho más que otra cosa, llevó a los 40 años del proceso innecesario, desorientado y expreso en forma de terror de la Guerra Fría.
Más aún, la administración hizo pocos intentos de explicar la distinción entre la influencia soviética y el comunismo internacional para el público de los Estados Unidos. "En parte, esta falla reflejó la creencia de muchos en Washington", escribió el historiador John Lewis Gaddis, "que solo el prospecto de una amenaza global indiferenciada podría sacudir a los americanos de sus tendencias aislacionistas que se han mantenido latentes entre ellos".
En una entrevista de la televisión PBS con David Gergen en 1996, Kennan reiteró nuevamente que él no se refería a los soviéticos primeramente como una amenaza militar, destacando que "ellos no eran como Hitler". La opinión de Kennan fue este malentendido:

Todo se redujo a una frase en el artículo "X" donde dije que donde quiera estas personas, es decir, el liderazgo soviético, nos enfrenta a la hostilidad peligrosa en cualquier parte del mundo, debemos hacer todo lo posible para contenerlo y no dejar que se expanden más allá. Debí haber explicado que no sospechaba de ellos de cualquier deseo de lanzar un ataque contra nosotros. Esto fue justo después de la guerra, y era absurdo suponer que iban a dar la vuelta y atacar a los Estados Unidos. No pensé que tenía que explicar eso, pero obviamente debí haberlo hecho.
George F. Kennan

El artículo "X" representó la fama repentina para Kennan. Después del Telegrama Largo, recordó más tarde, "Mi soledad oficial llegó de hecho a su fin ... se hizo mi reputación. Mi voz ahora es llevada".

#### Influencia bajo Marshall
Entre abril de 1947 y diciembre de 1948, cuando George C. Marshall era Secretario de Estado, Kennan fue mucho más influyente que en ningún otro período de su carrera. Marshall valoró su sentido estratégico e hizo que creara y dirigiera lo que ahora se llama el personal de Planificación de Políticas, un grupo de reflexión interna del Departamento de Estado. Kennan se convirtió en el primer Director de Planificación de Políticas. Marshall confió mucho en él para preparar las recomendaciones de políticas. Kennan jugó un rol central en la redacción del Plan Marshall.
A pesar de que Kennan refería la Unión Soviética como muy débil para arriesgarse a una guerra, él sin embargo, la consideró como un enemigo capaz de expandirse hacia Europa Occidental a través de la subversión, con el apoyo popular a los partidos comunistas de Europa Occidental, que se mantuvieron desmoralizados por la devastación de la Segunda Guerra Mundial. Para contrarrestar esta posible fuente de influencia soviética, la solución de Kennan era dirigir la ayuda económica y política encubierta ayuda a Japón y Europa Occidental para revivir los gobiernos occidentales y ayudar al capitalismo internacional; al hacerlo, los Estados Unidos ayudarían a reconstruir el equilibrio de poder. Durante junio de 1948, Kennan propuso la ayuda encubierta a los partidos de izquierda no orientados hacia Moscú y a los sindicatos en Europa Occidental con el fin de diseñar un distanciamiento entre los movimientos de Moscú y de la clase trabajadora en Europa Occidental.
Debido a que Estados Unidos sesgaba iniciando el Plan Marshall, Kennan y la administración de Truman esperaron que el rechazo de la Unión Soviética a la ayuda Marshall pudiera tensionar las relaciones con los aliados comunistas de Europa del este. Kennan propuso una serie de esfuerzos para explotar el cisma entre los soviéticos y la Yugoslavia de Josip Broz Tito. Kennan propuso conducir un acción encubierta en los Balcanes para disminuir aún más la influencia de Moscú.
La nueva política vigorosamente antisoviética de la administración también se hizo evidente cuando, por sugerencia de Kennan, los EE. UU. cambió su hostilidad al régimen de anticomunistas de Francisco Franco en España con el fin de asegurar la influencia de EE. UU. en el Mediterráneo. Kennan había observado durante 1947, que la Doctrina Truman implicaba una nueva consideración de Franco. Su sugerencia pronto ayudó a iniciar una nueva etapa de las relaciones Estados Unidos-España, que terminó con la cooperación militar después de 1950.
En un cable del 15 de marzo de 1948 enviado al subsecretario de Estado estadounidense Dean Acheson, sugirió que se cancelaran las elecciones generales italianas de 1948 por temor a una posible victoria comunista, o que se prohibiera el Partido Comunista Italiano.

#### Diferencias con Acheson
La influencia de Kennan disminuyó rápidamente cuando Dean Acheson se convirtió en Secretario de Estado, sucediendo a George Marshall de 1949 a 1950. Achenson no consideraba la "amenaza soviética" como principalmente política, y vio que el bloqueo de Berlín que comenzó en junio de 1948, la primera prueba soviética de un arma nuclear durante agosto de 1949, la revolución comunista en China un mes más tarde, y el comienzo de la guerra de Corea en junio de 1950 como evidencia. Truman y Acheson decidieron delimitar la esfera de influencia occidental y crear un sistema de alianzas. 
Esta política se llevó a cabo como NSC-68, un informe confidencial emitido por el Consejo de Seguridad Nacional de los Estados Unidos durante abril de 1950 y escrita por Paul Nitze, el sucesor de Kennan como director de planificación de políticas. Kennan y Charles Bohlen, otro experto del Departamento de Estado de Rusia, discutieron sobre la redacción de NSC-68, que se convirtió en la base de la política de la Guerra Fría. Kennan rechazó la idea de que Stalin tenía un gran plan para la conquista del mundo implícita en el informe Nitze y argumentó que en realidad temía la sobre-expansión del poder ruso. Kennan incluso argumentó que el NSC-68 no debería haberse redactado en absoluto, ya que haría que las políticas de Estados Unidos fuesen demasiado rígidas, simplistas, y militaristas. Acheson invalidó a Kennan y Bohlen, apoyando la hipótesis de amenaza soviética implícita en el NSC-68.
Kennan se opuso a la construcción de la bomba de hidrógeno y el rearmamento de Alemania, que eran políticas impulsadas por los supuestos del NSC-68. Durante la guerra de Corea (la cual empezó cuando Corea del Norte invadió Corea del Sur durante junio de 1950), cuando los rumores empezaron a circular en el Departamento de Estado de que se estaban haciendo planes para avanzar más allá del paralelo 38 en Corea del Norte, un acto que Kennan consideraba peligroso, participó en las discusiones intensas con el Secretario de Estado adjunto para el Lejano Oriente, Dean Rusk, que al parecer hizo suyo el objetivo de Acheson para unir a la fuerza a las dos Coreas.
Kennan perdió influencia con Acheson, quien en cualquier caso confiaba mucho menos en el personal que tenía Marshall. Kennan renunció comodirector de planificación de políticas durante diciembre de 1949, pero se quedó en el departamento como consejero hasta junio de 1950. Acheson reemplazó a Kennan con Nitze durante enero de 1950, que se sentía mucho más cómodo con el cálculo del poder militar.  Posteriormente, Kennan aceptó una cita como visitante en el Instituto de Estudios Avanzados del moderado Robert Oppenheimer, director del Instituto.
A pesar de su influencia, Kennan nunca estuvo realmente cómodo en el gobierno. Él siempre se consideró a sí mismo como un extraño y tenía poca paciencia con los críticos. W. Averell Harriman, embajador de EE. UU. en Moscú cuando Kennan fue diputado entre 1944 y 1946, comentó que Kennan era "un hombre que entendió Rusia, pero no a los Estados Unidos".

#### Embajador en la Unión Soviética
Durante diciembre de 1951, el presidente Truman nominó a Kennan para ser el siguiente embajador de Estados Unidos para la URSS. Su designación fue fuertemente respaldada por el senado.
En muchos aspectos (para consternación de Kennan) las prioridades de la administración hicieron hincapié en la creación de alianzas contra los soviéticos más que en negociar las diferencias con ellos. De sus memorias, Kennan recordó "Por lo que pude ver, estábamos esperando a ser capaces de obtener nuestros objetivos ... sin hacer concesiones, sin embargo, solo "si fuéramos realmente omnipotentes, y pudiéramos aspirar a salirnos con la nuestra. "Dudo mucho que ese fuera el caso".
En Moscú, Kennan encontró el ambiente aún más controlado que en sus viajes anteriores, con guardias de la policía que lo seguían por todas partes, desalentando el contacto con los ciudadanos soviéticos. En ese momento, la propaganda soviética cargó a los EE. UU. preparándose para la guerra, lo que Kennan no descartó por completo. "Empecé a preguntarme si ... no hubiéramos contribuido ... por la militarización de nuestras políticas y declaraciones ... a una creencia en Moscú que era la guerra que buscábamos, que habíamos conformado por su inevitabilidad, que era solo cuestión de tiempo antes de que la desencadenáramos".
Durante septiembre de 1952, Kennan hizo una declaración que le costó su puesto de embajador. En respuesta a una pregunta en una conferencia de prensa, Kennan comparó sus condiciones en la residencia del embajador en Moscú a los que había encontrado al ser internado en Berlín durante los primeros meses de la Segunda Guerra Mundial. Mientras que su declaración no era infundada, los soviéticos lo interpretaron como una analogía implícita con la Alemania nazi. Los soviéticos declararon entonces a Kennan como persona no grata y se negaron a permitirle que volviera a entrar a la URSS. Kennan reconoció retrospectivamente que fue una "tontería de mi parte haberlo dicho".

#### Kennan y la administración de Eisenhower
Kennan regresó a Washington, donde se vio envuelto en desacuerdos con el Secretario de Estado de Dwight D. Eisenhower, John Foster Dulles.
Aun así, fue capaz de trabajar de manera constructiva con la nueva administración. Durante el verano de 1953 el presidente Eisenhower pidió Kennan que gestionara el primero de una serie de equipos de alto secreto, denominada Operación Solarium, examinando las ventajas y desventajas de continuar la política de contención de la administración Truman y de tratar de "hacer retroceder" áreas existentes de la influencia soviética. Una vez finalizado el proyecto, el presidente parecía respaldar las recomendaciones del grupo.
Al prestar su prestigio a la posición de Kennan, el presidente tácitamente señaló su intención de formular la estrategia de su administración en el marco de sus predecesores, a pesar de los recelos de algunos dentro del Partido Republicano. La diferencia fundamental entre las políticas de contención entre Truman y Eisenhower tenían que ver con las preocupaciones de Eisenhower de que Estados Unidos no podía permitirse el lujo de forma indefinida de costearse un gran gasto militar. Así, el nuevo presidente trató de minimizar los costos no actuando cuando y donde los soviéticos actuaron (una estrategia diseñada para evitar el riesgo), sino más bien cuando y donde Estados Unidos podía permitirse el lujo de actuar.

#### Embajador en Yugoslavia
Durante la campaña presidencial de 1960 de la elección de John F. Kennedy Kennan escribió al futuro presidente ofrecerle algunas sugerencias sobre cómo su administración debería mejorar las relaciones exteriores del país. Kennan escribió: "Lo que se necesita es una sucesión de... pasos calculados programados de tal manera que no sólo se lance al adversario fuera de equilibrio, sino que también se mantenga fuera de alcance y sea preparado con la suficiente privacidad para que la ventaja de la sorpresa pueda ser retenida". También instó a la administración a "asegurar una divergencia de perspectivas y políticas entre los rusos y los chinos", lo que podría lograrse mediante la mejora de las relaciones con el primer ministro soviético Nikita Jruschov que había querido distanciarse de la China comunista. Él escribió: "Debemos ... sin engañarnos a nosotros mismos acerca de la personalidad política de Kruschev y sin alimentar las esperanzas irreales, estar preocupados de mantenerlo políticamente en la gestión y fomentar la supervivencia en Moscú de las tendencias que personifica". Además, recomendó que los Estados Unidos trabajara hacia la creación de divisiones dentro del bloque soviético, al socavar su poder en Europa del Este y el fomento de las propensiones independientes de los gobiernos satélite.
Aunque Kennan no había sido considerado para un puesto de trabajo por los asesores de Kennedy, el propio presidente ofreció a Kennan la elección de ser embajador, ya sea en Polonia o Yugoslavia. Kennan estaba más interesado en Yugoslavia, por lo que aceptó la oferta de Kennedy y comenzó su trabajo en Yugoslavia durante mayo de 1961. Kennan tuvo la tarea de tratar de reforzar la política de Yugoslavia contra los soviéticos y alentar a otros estados en el bloque del Este para perseguir su autonomía de los soviéticos. Kennan encontró que su embajada en Belgrado resultó haber mejorado mucho de sus experiencias en Moscú una década antes. Él comentó: "Me favoreció el estar rodeado de un grupo de asistentes excepcionalmente capaces y leales, cuyas habilidades yo admiraba, cuyo juicio valoraba, y cuya actitud hacia mí era en todo momento.. con entusiasmo cooperativo.. ¿Quién era yo para quejarme?" Kennan encontró que el gobierno yugoslavo trataba a los diplomáticos estadounidenses con educación, un contraste de la forma en que fue tratado en Moscú. Él escribió que los yugoslavos "me consideran, con razón o sin ella, una persona distinguida en los EE. UU., y estaban contentos de que alguien cuyo nombre habían oído antes estaba siendo enviado a Belgrado".
Kennan encontró difícil llevar a cabo su trabajo en Belgrado. El Presidente Josip Broz Tito y su canciller, Koča Popovic, comenzaron a sospechar que Kennedy adoptaría una política anti-yugoslava durante su mandato. Tito y Popovic consideran la decisión de Kennedy de observar la Semana de las Naciones Cautivas como un indicador de que Estados Unidos ayudaría a los esfuerzos de liberación anticomunistas en Yugoslavia. Tito también creía que la CIA y el Pentágono fueron los verdaderos directores de la política exterior de Estados Unidos. Kennan intentó restablecer la confianza de Tito en el establecimiento de la política exterior de Estados Unidos, pero sus esfuerzos fueron comprometidos por un par de errores diplomáticos, la invasión de Playa Girón, y el incidente del espía U-2.
Las relaciones entre Yugoslavia y los Estados Unidos comenzaron a empeorar rápidamente. Durante septiembre de 1961, Tito llevó a cabo una conferencia de países no alineados, donde pronunció discursos que el gobierno de EE. UU. interpretó como prosoviético. Según el historiador David Mayers, Kennan sostenía que la percepción de la política prosoviética de Tito era en realidad una estratagema para "reforzar la posición de Jruschov en el Politburó contra la línea dura que se opuso a la mejora de las relaciones con Occidente y en contra de China, que estaba presionando para una importante confrontación soviética- estadounidense". Esta política también le concedió a Tito "crédito en el Kremlin al que recurriría contra futuros ataques chinos en sus credenciales comunistas".
Mientras que los políticos y funcionarios de Gobierno expresaron preocupación creciente sobre la relación de Yugoslavia con los soviéticos, Kennan creía que el país tenía una "posición anómala en la Guerra Fría que se apegaba objetivamente a los fines de Estados Unidos". Kennan también creyó que en cuestión de años, el ejemplo de Yugoslavia causaría a los estados del bloque del Este que demandaran más autonomía social y económica por parte de los soviéticos.
Para 1962, el Congreso había aprobado una ley para negar la concesión de ayudas financieras a Yugoslavia, para retirar la venta de piezas de repuesto para aviones de guerra yugoslavos, y revocar la condición del país como nación más favorecida. Kennan protestó enérgicamente la legislación, con el argumento de que sólo daría lugar a un esfuerzo de las relaciones entre Yugoslavia y la U.S. Kennan fue a Washington durante el verano de 1962 para presionar en contra de la legislación, pero no fue capaz de provocar un cambio del Congreso. El presidente Kennedy avaló a Kennan de manera privada, pero se mantuvo evasivo públicamente, ya que no quería poner en peligro su apoyo a la escasa mayoría en el Congreso sobre un tema potencialmente polémico. Con el empeoramiento progresivo de las relaciones estadounidenses-yugoslavas, Kennan presentó su renuncia como embajador durante finales de julio de 1963.

#### Sobre la expansión de la OTAN posguerra fría
Ante el incumplimiento de los acuerdos Baker-Gorbachov por parte de Estados Unidos y la OTAN, Kennan, una de figuras más importantes de la diplomacia de Estados Unidos en el contexto de la Guerra Fría e intelectuales de la 'política de contención' del comunismo, escribió en 1997:

"¿Por qué, con todas las esperanzadoras posibilidades engendradas por el fin de la Guerra Fría, las relaciones Este-Oeste deberían centrarse en la cuestión de quién se aliaría con quién y, por implicación, contra quién en un futuro fantasioso, totalmente imprevisible e improbable conflicto militar? (...) Dicho sin rodeos... expandir la OTAN sería el error más fatídico de la política estadounidense en toda la era posterior a la Guerra Fría. Se puede esperar que tal decisión inflame las tendencias nacionalistas, antioccidentales y militaristas en la opinión rusa; tener un efecto adverso en el desarrollo de la democracia rusa; restaurar la atmósfera de la guerra fría en las relaciones Este-Oeste e impulsar la política exterior rusa en direcciones que decididamente no son de nuestro agrado…"
George F. Kennan

Un año después, ante la inminente ratificación de Senado Estadounidense sobre una primera ronda de expansión de la OTAN, en una entrevista con el New York Times argumentó:

“Creo que es el comienzo de una nueva guerra fría. (...) Creo que los rusos reaccionarán gradualmente de manera bastante adversa y afectará sus políticas. Creo que es un error trágico. No había ninguna razón para esto en absoluto. Nadie estaba amenazando a nadie más. Esta expansión haría que los padres fundadores de este país se revolvieran en sus tumbas.”
George F. Kennan

### Carrera académica y vida posterior
Durante 1957 Kennan fue invitado por la BBC a dar el anual Reith Lectures, una serie de seis radio lecturas, las cuales se titularon Rusia, el átomo y el Occidente. Para estas, Kennan exploró la historia, efecto y las posibles consecuencias de las relaciones entre Rusia y Occidente.
Después del final de su breve mensaje de embajador en Yugoslavia durante 1963, Kennan pasó el resto de su vida en el mundo académico, convirtiéndose en un importante crítico realista de la política exterior de EE. UU. Tras haber pasado 18 meses con una beca en el Instituto de Estudios Avanzados entre 1950 y 1952, Kennan se unió de forma permanente a la facultad de la Escuela de Estudios Históricos del Instituto durante 1956. Durante su carrera allí, Kennan escribió 17 libros y decenas de artículos sobre relaciones internacionales. Ganó el premio Pulitzer de historia, el Premio Nacional del Libro de no ficción,  el Premio Bancroft, y el Premio Francis Parkman por Rusia abandona la guerra, publicado en 1956. Una vez más ganó un Pulitzer y el Premio Nacional del libro durante 1968 por sus Memoirs, 1925–1950. Un segundo volumen, recopilando sus memorias hasta 1963 y fue publicado en 1972. Entre sus otras obras se encuentran Diplomacia estadounidense 1900-1950, Apuntes de una vida, publicada en 1989, y Alrededor de la escarpada colina durante 1993.
Sus trabajos históricos ascienden a una cuenta de seis volúmenes de las relaciones entre Rusia y Occidente desde 1875 hasta su propio tiempo; el período 1894-1914, fue planificado pero no completado. Él se refiere principalmente a:
- La locura de la Primera Guerra Mundial como una decisión de política; argumenta que los costos de la guerra moderna, directos e indirectos, como era previsible excedieron los beneficios de la eliminación de los Hohenzollern.
- La ineficacia de la diplomacia de cumbres, con la Conferencia de Versalles como un tipo de caso. Los líderes nacionales tienen mucho que hacer para dar a cualquier asunto solo la atención constante y flexible que requieren los problemas diplomáticos.
- La intervención de los aliados en Rusia en 1918-19. Se indignó con las cuentas soviéticas de una vasta conspiración capitalista contra el primer estado de los trabajadores del mundo, algunas de las cuales ni siquiera mencionan la Primera Guerra Mundial; él estaba igualmente indignado con la decisión de intervenir de manera tan costosa y perjudicial. Sostuvo que las intervenciones, al despertar el nacionalismo ruso, pudieron haber asegurado la supervivencia del Estado bolchevique.

### Realismo
El realismo político formó la base del trabajo de Kennan como diplomático e historiador diplomático y sigue siendo relevante para el debate sobre la política exterior de Estados Unidos, que desde el siglo XIX se ha caracterizado por un cambio de la escuela realista de los Padres Fundadores de la escuela realista a la idealista o escuela Wilsoniana de las relaciones Internacionales. De acuerdo a la tradición realista, la seguridad se basa en el principio de un equilibrio de poder, mientras que el wilsonianismo (considerado impracticable por los realistas) se basa en la moral como el único factor determinante en el arte de gobernar. De acuerdo a los wilsonianos la propagación de la democracia en el extranjero como una política exterior es importante y la moral es válida universalmente. Durante la presidencia de Bill Clinton, la diplomacia estadounidense representó a la escuela de Wilson en un grado tal que los partidarios del realismo asemejaron las políticas del presidente Clinton al trabajo social. De acuerdo con Kennan, cuyo concepto de la diplomacia estadounidense se basó en el enfoque realista, tal moralismo sin tener en cuenta las realidades del poder y el interés nacional es contraproducente y daría lugar a la disminución del poder estadounidense.
En sus escritos históricos y memorias, Kennan lamenta con gran detalle los fallos de los responsables de la política exterior democrática y los de los Estados Unidos en particular. De acuerdo con Kennan, cuando los políticos estadounidenses se enfrentaron a la Guerra Fría, habían heredado poco más de lógica y la retórica "utópico en las expectativas, legalista en concepto, moralista en [la] exigencia que parecía colocar a los demás, y de manera autosuficiente el grado de altura de miras y la rectitud ... a nosotros mismos". El origen del problema es la fuerza de la opinión pública, una fuerza que es inevitablemente inestable, poco seria, subjetiva, emocional y simplista. Kennan ha insistido en que el público en EE. UU. solo puede estar unido detrás de un objetivo de política exterior en el "nivel primitivo de consignas y la inspiración ideológica patriota".
La contención durante 1967, cuando se publicó el primer volumen de sus memorias, implicó algo más que el uso de "contrafuerza" militar. Nunca estaba satisfecho de que la política que él influyó estaba asociada con la acumulación de armas de la Guerra Fría. En sus memorias, Kennan argumentó que la contención no exigió una política exterior estadounidense militarizada. "Contrafuerza" implicaba la defensa política y económica de Europa occidental contra el efecto perjudicial de la guerra contra la sociedad europea. Agotado por la guerra, la Unión Soviética no representaba una seria amenaza militar para los Estados Unidos o sus aliados al comienzo de la Guerra Fría, sino más bien un rival ideológico y político.
Durante la década de 1960, Kennan criticó el involucramiento de EE. UU en Vietnam, argumentando que los Estados Unidos tenían poco interés vital en la región. Kennan creía que la URSS, Gran Bretaña, Alemania, Japón y América del Norte mantuvieron las áreas de intereses vitales de Estados Unidos. Durante las décadas de 1970 y 1980, fue un importante crítico de la carrera armamentista que puso fin a la distensión.
Durante el año 1989 el presidente George H. W. Bush otorgó a Kennan la Medalla de la Libertad, el mayor honor civil de la nación. Sin embargo, permaneció como crítico realista de los últimos presidentes de Estados Unidos, instando al gobierno de Estados Unidos a "retirarse de su defensa pública de la democracia y los derechos humanos", diciendo que la "tendencia de vernos a nosotros mismos como el centro de la iluminación política y como maestros en gran parte del resto del mundo me parece impensable, vanidoso e indeseable".
Estas ideas fueron particularmente aplicables a las relaciones de Estados Unidos con China y Rusia. Kennan se opuso a la guerra en Kosovo de la administración Clinton y la expansión de la OTAN (la creación de la que también se había opuesto a la mitad de un siglo antes), expresando el temor de que tanto las políticas empeorarían las relaciones con Rusia. Describió al expansionismo de la OTAN como un "error estratégico de proporciones potencialmente épicas".
Kennan se mantuvo vigoroso y alerta durante los últimos años de su vida, a pesar de la artritis que lo llevó a hacer uso de una silla de ruedas. Durante sus últimos años, Kennan llegó a la conclusión de que "el efecto general del extremismo de la Guerra Fría era retrasar en lugar de acelerar el gran cambio que superó a la Unión Soviética". A los 98 años, advirtió de las consecuencias imprevistas de la guerra contra Irak. Advirtió que un ataque a Irak equivaldría a librar una segunda guerra que "no guarda relación con la primera guerra contra el terrorismo" y declaró que los esfuerzos de la administración Bush para asociar al Qaeda con Saddam Hussein eran "patéticamente insolidarios y poco fiables". Kennan pasó a advertir: 

"Cualquiera que haya estudiado la historia de la diplomacia estadounidense, especialmente la diplomacia militar, sabe que uno puede empezar en una guerra con ciertas cosas en su mente como un propósito de lo que está haciendo, pero al final, usted se encontró luchando por completo diferentes cosas que nunca había pensado antes ... En otras palabras, la guerra tiene un impulso propio y lo lleva lejos de todas las intenciones reflexivas cuando entras en ella. Hoy en día, si nos fuimos a Irak, como el presidente quiere que hagamos, ya sabe dónde comenzar. Nunca se sabe dónde va a terminar.
George F. Kennan

Durante febrero de 2004 académicos, diplomáticos y exalumnos de Princeton se reunieron en el campus de la universidad para celebrar el aniversario número 100 de Kennan. Entre los asistentes estaban el secretario de Estado, Colin Powell, John Mearsheimer el teórico de relaciones internacionales, el periodista Chris Hedges, el exembajador y oficial de carrera del Servicio Exterior Jack F. Matlock, Jr., y el biógrafo de Kennan, John Lewis Gaddi.

### Uso de las instituciones
Kennan fue crítico con el intento de los Estados Unidos para ampliar su influencia en el exterior a través de la utilización de las instituciones. Desde su perspectiva, el intento de extrapolar la política nacional estadounidense a otras naciones a través de los regímenes internacionales era una propuesta peligrosa. Kennan afirma: "En primer lugar, la idea de la subordinación de un gran número de estados a un régimen jurídico internacional, limitando sus posibilidades de agresión y lesionar a otros estados, implica que todos estos son estados como el nuestro, razonablemente satisfechos con sus fronteras internacionales y estatus, al menos en la medida en que ellos estuvieran dispuestos a abstenerse de presionar por el cambio sin un acuerdo internacional". En lugar de atar sus manos a otros estados invirtiendo nuestro poder en las instituciones, abogó por mantener el equilibrio de poder en el exterior para proteger los intereses de seguridad nacional de los Estados Unidos.

### Muerte y legado
Kennan murió el 17 de marzo del 2005, a los 101 años en su casa en Princeton, Nueva Jersey. Le sobrevivieron su esposa Annelise, con quien se había casado en 1931, y cuatro hijos, ocho nietos y seis bisnietos. Annelise murió en el 2008 a los 98 años.
En un obituario en el New York Times, Kennan fue descrito como "el diplomático estadounidense que hizo más que cualquier otro enviado de su generación para dar forma a la política de Estados Unidos durante la Guerra Fría" al que "la Casa Blanca y el Pentágono consideraron cuando buscaron comprender a la Unión Soviética después de la Segunda Guerra Mundial". De Kennan, el historiador D. Wilson Miscamble remarcó que "uno solo puede esperar que los creadores presentes y futuros de la política exterior pudieran compartir algo de su integridad e inteligencia". La revista Foreign Policy describió a Kennan como "el diplomático más influyente del siglo XX". Henry Kissinger dijo que Kennan "llegó tan cerca de ser autor de la doctrina diplomática de su era como cualquier diplomático en nuestra historia", mientras que Colin Powell llamó a Kennan "nuestro mejor tutor" en el tratamiento de las cuestiones de política exterior del siglo XX.
Durante su carrera, Kennan recibió varios premios y distinciones. Como estudioso y escritor, Kennan recibió en dos ocasiones los premios Pulitzer y el Premio Nacional del Libro, y también el Premio Francisco Parkman, el Premio del Libro Embajador y el Premio de Bancroft. Entre otros numerosos premios y distinciones de Kennan se encuentran los Testimoniales de leal y meritorio servicio del Departamento de Estado (1953), Premio Woodrow Wilson de Princeton para el Logro Distinguido en el servicio a la Nación (1976), la Orden francesa Pour le Mérite (1976), el Premio Albert Einstein de la Paz (1981), el Premio de la Paz de los Libreros alemanes (1982), la Medalla de Oro de Academia Americana de las Artes y las Letras (1984), el Premio James Madison estadounidense de la Sociedad Whig-Cliosophic para el Servicio público Distinguido (1985), la medalla de la Fundación Franklin D. Roosevelt para las Cuatro Libertades (1987), la Medalla Presidencial de la Libertad (1989), el Premio de Servicio Distinguido del Departamento de Estado (1994), y la Biblioteca del Congreso Living Legend (2000). Kennan también había recibido 29 grados honorarios y su nombre fue honrado con la Cátedra George F. Kennan de Estrategia de Seguridad Nacional en la Universidad Nacional de Guerra y con la Cátedra George F. Kennan en el Instituto para Estudios Avanzados.
El historiador D. Wilson Miscamble sostiene que Kennan jugó un papel crítico en el desarrollo de la política exterior de la administración Truman. También afirma que Kennan no creía en la contención ya sea global o de punto de apoyo; él simplemente quería restaurar el equilibrio de poder entre los Estados Unidos y los soviéticos. Al igual que el historiador John Lewis Gaddis, Miscamble reconoce que aunque Kennan personalmente prefiere la contención política, sus recomendaciones en última instancia, dieron lugar a una política dirigida más hacia el punto de apoyo que a la contención mundial.

### Puntos de vista culturales
Tomando en cuenta la inmigración mexicana a gran escala para el suroeste de Estados Unidos, dijo Kennan en 2002 había "evidencias inequívocas de una creciente diferenciación entre las culturas, respectivamente, de las grandes regiones del sur y suroeste de este país, por un lado", y aquellos "de algunas regiones del norte". En el primer caso, "la propia cultura de la mayor parte de la población de estas regiones tenderá a ser principalmente de América Latina en la naturaleza en lugar de lo que es heredado de las tradiciones americanas anteriores ... ¿Realmente podría ser que hubiera tan poco de mérito [en Estados Unidos] que merece ser colocado en la papelera imprudentemente a favor de una mezcla políglota?""
Mayers sostiene que Kennan a lo largo de su carrera representó a la "tradición de nativismo extremista" que se asemejó o incluso superó a los Ignorantes de la década de 1850. Mayers añade que Kennan también creía que las mujeres americanas tenían demasiado poder.

## Biografías de Kennan
- Congdon, Lee Walter (2008). George Kennan: A Writing Life (en inglés). ISI Books.

- Gaddis, John Lewis (2011). George F. Kennan: An American Life (en inglés). Penguin.

## Publicaciones
- "X" (July 1947), «The Sources of Soviet Conduct», Foreign Affairs 25 (4): 566-582, ISSN 0015-7120, JSTOR 20030065, doi:10.2307/20030065.
- Kennan, George F. (1948), Policy Planning Study (PPS) 23, Washington D.C..
- Kennan, George F. (1951), American Diplomacy, 1900–1950, Chicago: University of Chicago Press, OCLC 466719.[105]
- Kennan, George F. (1954), Realities of American Foreign Policy, Princeton: Princeton University Press, OCLC 475829.[106]
- Kennan, George F. (1956), Russia Leaves the War, Princeton: Princeton University Press, OCLC 1106320.
- Kennan, George F. (1956), "The Sisson Documents," Journal of Modern History v. 28 (June, 1956), 130-54
- Kennan, George F. (1958), The Decision to Intervene, Princeton: Princeton University Press, OCLC 1106303.
- Kennan, George F. (1958), Russia, the Atom, and the West, New York: Harper, OCLC 394718.[107]
- Kennan, George F. (1961), Russia and the West under Lenin and Stalin, Boston: Little, Brown and Company, OCLC 253164.[108]
- Kennan, George F. (1967), Memoirs: 1925–1950, Boston: Little, Brown and Company, OCLC 484922.[109]
- Kennan, George F. (1968), From Prague after Munich: Diplomatic Papers, 1938–1939, Princeton: Princeton University Press, ISBN 0-691-05620-X.[110]
- Kennan, George F. (1968), Democracy and the Student Left, Boston: Little, Brown and Company, ISBN 978-0-09-095070-6.[111]
- Kennan, George F. (1971), The Marquis de Custine and His "Russia in 1839", Princeton: Princeton University Press, ISBN 0-691-05187-9.[112]
- Kennan, George F. (1972), Memoirs: 1950–1963, Boston: Little, Brown and Company, OCLC 4047526.[113]
- Kennan, George F. (1978), The Cloud of Danger: Current Realities of American Foreign Policy, London: Hutchinson (publisher), ISBN 0-09-132140-9.[114]
- Kennan, George F. (1979), The Decline of Bismarck's European Order: Franco-Russian Relations, 1875–1890, Princeton: Princeton University Press, ISBN 0-691-05282-4.[115]
- Kennan, George F. (1982), The Nuclear Delusion: Soviet-American Relations in the Atomic Age, New York: Pantheon Books, ISBN 0-394-52946-4.[116]
- Kennan, George F. (1984), The Fateful Alliance: France, Russia, and the Coming of the First World War, New York: Pantheon Books, ISBN 0-394-53494-8.[117]
- Kennan, George F. (1989), Sketches from a Life, New York: Pantheon Books, ISBN 0-394-57504-0.[118]
- Kennan, George F. (1993), Around the Cragged Hill: A Personal and Political Philosophy, New York: W. W. Norton & Company, ISBN 0-393-31145-7.[119]
- Kennan, George F. (1996), At a Century's Ending: Reflections 1982–1995, New York: W. W. Norton & Company, ISBN 0-393-31609-2.[120]
- Kennan, George F. (2000), An American Family: The Kennans, the First Three Generations, New York: W. W. Norton & Company, ISBN 0-393-05034-3.[121]
- Kennan, George F. (2014), The Kennan Diaries, New York: W. W. Norton & Company, ISBN 978-0-393-07327-0.[122]

## Otras lecturas
- David Felix, Kennan and the Cold War: An Unauthorized Biography. Piscataway, NJ: Transaction Publishers, 2015.
- John Lewis Gaddis, George F. Kennan: An American Life. New York: Penguin Press, 2011.
- John Lukacs (ed.), George F. Kennan and the Origins of Containment, 1944–1946: The Kennan-Lukacs Correspondence. Columbia, MO: University of Missouri Press, 1997.